# Binia Feltscher
Binia Feltscher (z domu Beeli, ur. 13 października 1978 w Chur) – szwajcarska curlerka. Srebrna medalistka olimpijska, wielokrotna medalistka mistrzostw świata i Europy. Córka Gaudenza Beeli, również olimpijczyka.

## Osiągnięcia

### Igrzyska Olimpijskie
W 2006 roku w Turynie zdobyła srebrny medal, razem z Mirjam Ott, Valerią Spälty, Michèle Moser i Manuelą Kormann.

### Mistrzostwa świata
Pięciokrotnie brała udział w mistrzostwach świata w curlingu, dwukrotnie zdobywając tytuł mistrzowski (2014, 2016).

### Mistrzostwa Europy
Binia Feltscher zdobyła aż pięć medali w siedmiu występach na mistrzostwach Europy w curlingu. W 2014 roku zdobyła złoty medal.